# ژان فلیکس دوروته
ژان فلیکس دوروته (انگلیسی: Jean-Félix Dorothée؛ زادهٔ ۲ اکتبر ۱۹۸۱) بازیکن فوتبال اهل فرانسه است.
از باشگاه‌هایی که در آن بازی کرده‌است می‌توان به باشگاه فوتبال رن و باشگاه فوتبال والنسیا اشاره کرد.
وی همچنین در تیم ملی فوتبال France U-20 بازی کرده‌است.